# イーサン・ディアス
イーサン・ハビエル・ディアス（Isan Xavier Díaz, 1996年5月27日 - ）は、プエルトリコのバヤモン出身のプロ野球選手（二塁手）。右投左打。MLB・カンザスシティ・ロイヤルズ傘下所属。

## 経歴

### プロ入り前
プエルトリコ生まれだが、4歳の時に一家でアメリカ合衆国マサチューセッツ州スプリングフィールドへ移住している。

### プロ入りとダイヤモンドバックス傘下時代
2014年のMLBドラフト2巡目（全体70位）でアリゾナ・ダイヤモンドバックスから指名され、プロ入り。なお、契約しない場合はヴァンダービルト大学へ進学の予定であった。契約後、傘下のルーキー級アリゾナリーグ・ダイヤモンドバックスでプロデビュー。49試合に出場して打率.187、3本塁打、21打点、6盗塁を記録した。
2015年はパイオニアリーグのルーキー級ミズーラ・オスプレイでプレーし、68試合に出場して打率.360、13本塁打、51打点、12盗塁を記録した。

### ブルワーズ傘下時代
2016年1月30日にジーン・セグラ、タイラー・ワグナーとのトレードで、アーロン・ヒル、チェイス・アンダーソンと共にミルウォーキー・ブルワーズへ移籍した。
シーズンでは傘下のA級ウィスコンシン・ティンバーラトラーズでプレーし、135試合に出場して打率.264、20本塁打、75打点、11盗塁を記録した。オフにはアリゾナ・フォールリーグに参加し、ソルトリバー・ラフターズに所属した。
2017年はA+級カロライナ・マドキャッツでプレーし、110試合に出場して打率.222、13本塁打、54打点、9盗塁を記録した。

### マーリンズ時代
2018年1月25日にクリスチャン・イエリッチとのトレードで、ルイス・ブリンソン 、ジョーダン・ヤマモト、マンテイ・ハリソンと共にマイアミ・マーリンズへ移籍した。
シーズンではAA級ジャクソンビル・ジャンボシュリンプとAAA級ニューオーリンズ・ベビーケークスでプレーし、2球団合計で119試合に出場して打率.232、13本塁打、56打点、14盗塁を記録した。オフの11月20日にはルール・ファイブ・ドラフトでの流出を防ぐために40人枠入りした。
2019年は開幕をAAA級ニューオーリンズで迎えた。7月にはオールスター・フューチャーズゲームのナショナルリーグ選抜に選出された。 8月5日にメジャー初昇格を果たし、同日のニューヨーク・メッツ戦で「2番・二塁手」で先発出場してメジャーデビューを果たし、4打数1安打1本塁打1打点の成績を残した。この年メジャーでは49試合に出場して打率.173、5本塁打、23打点を記録した。
2020年は開幕から2試合に出場後、新型コロナウイルスの感染拡大を受けて8月1日に残りのシーズンを辞退することを発表したが、その後復帰を願い出ることとなった。MLB及び球団に承認され9月11日の試合から復帰を果たしたが、しかし間もなく左鼠蹊部の肉離れのため60日間の負傷者リスト入りすることとなり、そのままシーズンを終えた。
2021年は開幕メジャーを逃したものの4月28日にメジャーに昇格し、その後は先発での出場も増えて自己最多の89試合に出場した。
2022年3月22日にホルヘ・ソレアの加入に伴いDFAとなった。3月29日にマイナー契約を結びAAA級ジャクソンビルに配属となった。

### ジャイアンツ時代
2022年4月30日に金銭トレードでサンフランシスコ・ジャイアンツに移籍した。この年はAAA級サクラメント・リバーキャッツで83試合に出場し、打率.275、23本塁打、61打点を記録したが、メジャーでの出場機会はなかった。オフの11月9日にメジャー契約を結び40人枠入りした。
2023年はAAA級サクラメントで開幕を迎え、6月23日にメジャーに昇格した。メジャーでは6試合に出場したが19打数1安打に終わった。

### タイガース時代
2023年8月7日にウェイバー公示を経てデトロイト・タイガースに移籍した。8月13日にメジャーに昇格し2試合に出場したが、5打数無安打に終わった。8月27日にDFAとなり、28日にFAとなった。

### 独立リーグ時代
2024年4月8日にアトランティックリーグのランカスター・ストーマーズと契約した。

### ロイヤルズ傘下時代
2025年7月4日にカンザスシティ・ロイヤルズとマイナー契約を結び、AA級ノースウエストアーカンソー・ナチュラルズに配属された。

## 詳細情報

### 年度別打撃成績
| 年 度    | 球 団    | 試 合 | 打 席 | 打 数 | 得 点 | 安 打 | 二 塁 打 | 三 塁 打 | 本 塁 打 | 塁 打 | 打 点 | 盗 塁 | 盗 塁 死 | 犠 打 | 犠 飛 | 四 球 | 敬 遠 | 死 球 | 三 振 | 併 殺 打 | 打 率 | 出 塁 率 | 長 打 率 | O P S |
| -------- | -------- | ----- | ----- | ----- | ----- | ----- | -------- | -------- | -------- | ----- | ----- | ----- | -------- | ----- | ----- | ----- | ----- | ----- | ----- | -------- | ----- | -------- | -------- | ----- |
| 2019     | MIA      | 49    | 201   | 179   | 17    | 31    | 5        | 2        | 5        | 55    | 23    | 0     | 3        | 0     | 1     | 19    | 0     | 2     | 59    | 2        | .173  | .259     | .307     | .566  |
| 2020     | MIA      | 7     | 22    | 22    | 3     | 4     | 0        | 0        | 0        | 4     | 1     | 0     | 0        | 0     | 0     | 0     | 0     | 0     | 7     | 0        | .182  | .182     | .182     | .364  |
| 2021     | MIA      | 89    | 278   | 238   | 25    | 46    | 9        | 0        | 4        | 67    | 17    | 1     | 1        | 1     | 3     | 34    | 6     | 1     | 73    | 2        | .193  | .293     | .282     | .575  |
| MLB：3年 | MLB：3年 | 145   | 501   | 439   | 45    | 81    | 14       | 2        | 9        | 126   | 41    | 1     | 4        | 1     | 4     | 53    | 6     | 3     | 139   | 4        | .185  | .275     | .287     | .562  |

- 2021年度シーズン終了時

### 年度別守備成績
| 年 度 | 球 団 | 二塁（2B） | 二塁（2B） | 二塁（2B） | 二塁（2B） | 二塁（2B） | 二塁（2B） | 三塁（3B） | 三塁（3B） | 三塁（3B） | 三塁（3B） | 三塁（3B） | 三塁（3B） |
| 年 度 | 球 団 | 試 合      | 刺 殺      | 補 殺      | 失 策      | 併 殺      | 守 備 率   | 試 合      | 刺 殺      | 補 殺      | 失 策      | 併 殺      | 守 備 率   |
| ----- | ----- | ---------- | ---------- | ---------- | ---------- | ---------- | ---------- | ---------- | ---------- | ---------- | ---------- | ---------- | ---------- |
| 2019  | MIA   | 48         | 71         | 106        | 9          | 21         | .952       | -          | -          | -          | -          | -          | -          |
| 2020  | MIA   | 7          | 11         | 18         | 0          | 6          | 1.000      | -          | -          | -          | -          | -          | -          |
| 2021  | MIA   | 35         | 44         | 66         | 2          | 13         | .982       | 37         | 17         | 68         | 6          | 8          | .934       |
| MLB   | MLB   | 90         | 126        | 190        | 11         | 40         | .966       | 37         | 17         | 68         | 6          | 8          | .934       |

- 2021年度シーズン終了時

### 記録
MiLB
- オールスター・フューチャーズゲーム選出：1回（2019年）

### 背番号
- 1（2019年 - 2021年）
- 10（2023年）
- 40（2023年）